# Franz-Christoph Zeitler
Franz-Christoph Zeitler (* 9. August 1948 in Augsburg) ist ein deutscher Rechtsanwalt und Banker. Er war von 2006 bis 2011 Vizepräsident der Deutschen Bundesbank und Vertreter des Präsidenten im EZB-Rat.

## Leben
Zeitler legte 1967 sein Abitur am humanistischen Gymnasium bei St. Stephan in Augsburg ab. Anschließend studierte er als Stipendiat des Cusanuswerkes und der Stiftung Maximilianeum von 1967 bis 1971 Rechtswissenschaften an den Universitäten München, Lausanne und Oxford (Promotionsaufenthalt). Ein Jahr später promovierte er im Verfassungs- und Völkerrecht.
Seit 1975 arbeitete er in der Steuerabteilung des Bayerischen Staatsministeriums der Finanzen. 1990 wurde er Leiter der Steuerabteilung. In dieser Funktion wirkte er an den steuerpolitischen Konzepten der Bayerischen Staatsregierung („Tarif '90“) mit und konzipierte den – von 1990 bis 1996 geltenden – linear-progressiven Einkommensteuertarif. Anfang 1991 wurde er vom damaligen Bundesfinanzminister Theo Waigel als beamteter Staatssekretär in das Bundesministerium der Finanzen berufen und war dort bis 1995 tätig; in seine Amtszeit fielen unter anderem das Standortsicherungsgesetz 1993 mit Entlastungen für Unternehmen, insbesondere des Mittelstandes (u. a. Einführung einer „Ansparabschreibung“ in Hinblick auf den unregelmäßigen Investitionsrhythmus mittelständischer Betriebe), und der „20-Punkte-Plan zur Steuervereinfachung“ 1994, sowie die Vorbereitung des europäischen Binnenmarktes. Im Zusammenhang mit der Binnenmarktharmonisierung und dem Finanzmarktförderungsgesetz gelang es insgesamt sieben Steuern abzuschaffen. Dazu zählten die Börsenumsatzsteuer und die sehr komplizierte Gesellschaftssteuer, sowie einige Verbrauchssteuern, wie die Leuchtmittel- und Teesteuer. Um die Steuergesetzgebung „in ruhigeres Fahrwasser“ zu bringen, verfolgte er den Plan, pro Jahr nur ein zusammenfassendes Steuergesetz („Jahressteuergesetz“) vorzulegen.
Ab März 1995 wurde Zeitler Präsident der Landeszentralbank in Bayern und damit Mitglied im Zentralbankrat der Deutschen Bundesbank. Im November 2000 hob er gemeinsam mit dem damaligen Wirtschaftsminister Wiesheu und dem Geschäftsführer des Bayer. Bankenverbandes Picker die „Finanzplatz München Initiative“ aus der Taufe, die als Diskussionsforum und Interessenvertretung des bayerischen Finanzsektors heute ca. 50 Mitgliedsunternehmen zählt (fpmi.de) und deren Ehrenmitglied Zeitler seit 2011 ist. Nach der Zentralisierung der Bundesbank ab 1. Mai 2002 wurde Zeitler zum Mitglied des Vorstandes, ab 1. Juni 2006 zum Vizepräsidenten der Deutschen Bundesbank ernannt. Im Vorstand war Zeitler zunächst für die Bereiche Bargeld und Recht, ab 1. Mai 2007 für Bankenaufsicht und Recht zuständig. Als Vizepräsident begleitete bzw. vertrat Zeitler den Präsidenten der Bundesbank bei den Sitzungen des EZB-Rats. Er war Mitglied der „High Level Group on Banknote Policy“ des Eurosystems und verhandelte als deutscher Vertreter gemeinsam mit der BaFin im „Basel Committee on Banking Supervision“ die „Basel III“ genannten internationalen Regeln für Eigenkapital und Liquidität der Banken. Vor der Aufweichung des Stabilitäts- und Wachstumspakts 2005 hat Zeitler früh gewarnt.
In zahlreichen Aufsätzen und Vorträgen beschäftigte sich Zeitler mit den strukturellen und ordnungspolitischen Ursachen der Finanzkrise der Jahre ab 2007. Der Befürworter des Euro plädierte hierbei für eine Weiterentwicklung des institutionellen Rahmens der Währungsunion u. a. durch eine Stärkung des Stabilitätpakts und ein „Resolvenzrecht“ für Staaten des Euroraums, um innerhalb der Währungsunion ein Verfahren zu schaffen, das über mehr Marktdisziplin den Druck zur Einhaltung von Auflagen zur Haushaltskonsolidierung und Verbesserung der Wettbewerbsfähigkeit erhöht. Den „Kern der europäischen Identität“ sieht er in der Verbindung von „Wertorientierung und Regelbindung“. Während er die Zinsschritte der EZB in der Finanzkrise 2007 ff für sinnvoll hielt, übte er Kritik an der „andauernden Niedrigst- und Negativzinspolitik“ und den Erwerb von Staatsanleihen durch die EZB auch in den Jahren der wirtschaftlichen Erholung nach der Finanzkrise. In der von ihm als „ultraexpansiv“bezeichneten Geldpolitik der EZB von 2014 bis Anfang 2022 sah er ein Inflationspotential und warnte vor den ökonomischen Folgen und gesellschaftspolitischen Verwerfungen hoher Inflationsraten, wie sie dann in denn Jahren 2022 und 2023 eintraten (z. B. als Co-Autor öffentlicher Erklärungen zur Geld- und Finanzpolitik, vgl. FAZ vom 15. März 2020 „Für eine neue Geldpolitik der EZB“, Süddeutsche Zeitung vom 12./13.5.2021, „Erwartungen an eine zukunftsfähige Finanz-und Geldpolitik“).

## Universität Augsburg
Zeitler erhielt 2001 eine Honorarprofessor für Öffentliches Recht an der Universität Augsburg und beschäftigte sich dort in Vorlesungen und Seminaren vor allem mit rechtlichen und ökonomischen Aspekten der Geldpolitik.

## Politik
Politisch engagierte er sich in der CSU und der Jungen Union. Er war von 1979 bis 1982 stellvertretender Bundesvorsitzender der Jungen Union Deutschlands.

## Engagements
Zeitler hat bzw. hatte eine Reihe ehrenamtlicher Positionen, unter anderem im Vorstand der Bischöflichen Studienförderung Cusanuswerk (1991 bis 2020) und im Wirtschaftsbeirat Bayern der Union, inne und ist bzw.war Kuratoriumsmitglied verschiedener Organisationen (unter anderem der Stiftung Maximilianeum, des Ifo-Instituts für Wirtschaftsforschung, der Hypo-Kulturstiftung, des Max-Planck-Instituts für Steuerrecht und öffentliche Finanzen, des Vereins der Freunde der Glyptothek und Antikensammlungen, sowie des Fördervereins „Haus der bayerischen Trachtenkultur und Trachtengeschichte“). Von 2001 bis 2010 war Zeitler ehrenamtlicher Vorstand, später Beiratsmitglied, der Münchner Steuerfachtagung e.V., außerdem 2001 bis 2010 Vorsitzender des Fördervereins für das humanistische Wilhelmsgymnasium München. Von 1990 bis 2014 war er Vorsitzender des Beirats der Charles 'Arenberg Stiftung für Krebs- und Kinderhilfe.
Er ist Mitglied des „Finanzplatz München Initiative“, des Verwaltungsrats des Wittelsbacher Ausgleichsfonds (ab 2014) sowie der „Münchner Tafel e.V.“ Zeitler ist Mitglied der katholischen Studentenverbindung KSStV Alemannia München im KV.
Franz-Christoph Zeitler engagierte sich für zahlreiche Sozialprojekte im Heiligen Land. 1998 wurde er zum Ritter des Ritterordens vom Heiligen Grab zu Jerusalem ernannt.

## Auszeichnungen
- 1994: Bayerischer Bierorden
- 2000: Bayerischer Verdienstorden